# Verbî, Iemilciîne
Verbî (în ucraineană Верби) este un sat în comuna Berezivka din raionul Iemilciîne, regiunea Jîtomîr, Ucraina.

## Demografie
Componența lingvistică a localității Verbî
     Ucraineană (100%)
Conform recensământului din 2001, toată populația localității Verbî era vorbitoare de ucraineană (100%).